# Liste des inondations aux États-Unis
La liste des principales inondations aux États-Unis est une liste des inondations survenues aux États-Unis ayant eu un impact significatif, citées par ordre chronologique. Ces inondations sont généralement provoquées par une pluviométrie excessivement élevée, une fonte des neiges excessive, ou une rupture de barrages.

## Inondations par ordre chronologique

### XIXesiècle
- Novembre 1861 à janvier 1862 : la plus grande inondation de l'histoire de l'Oregon, du Nevada et de la Californie.
- 31 mai 1889 : une rupture de barrage causa la mort de 2209 personnes à Johnstown, Pennsylvanie. C'est la catastrophe la plus meurtrière due à des inondations aux États-Unis. Il a fallu cinq ans à la ville pour récupérer.

### XXesiècle
- 16 mars 1907 : Inondation de Pittsburgh, Pennsylvanie. 6 à 12 morts.
- 7 mars 1908 : Inondation du Michigan
- mars 1913 : Grande Inondation du Midwest, principalement l'Ohio et l'Indiana. Plus d'une douzaine d’États affectés. Le nombre de victimes est estimé à 650 morts.
  - Inondation de Dayton
- Février à août 1927 : Inondation du fleuve Mississippi, le bilan est d'environ 500 morts.
- D'avril à octobre 1933 : Inondation du Midwest américain de 1993.

### XXIesiècle
- 23 août 2005 : Ouragan Katrina
- juin 2016 : Inondation de Virginie-Occidentale de 2016
- Novembre-décembre 2021 : Inondations en Colombie-Britannique et dans l'État de Washington en novembre 2021